# 東方畫會
東方畫會（英語：Ton Fan Group)是台灣戰後推動現代藝術的組織，由李仲生畫室的成員成立，當時成員有：霍剛、蕭勤、夏陽、吳昊、蕭明賢、陳道明、李元佳、歐陽文苑。而後陸續加入藝術家有朱為白、秦松、李錫奇、李文漢、席德進、陳昭宏、林燕、黃潤色、鐘俊雄等人。
正是这场举世公认的艺术运动，首先要感谢霍刚，促成了中国现当代艺术的诞生，它与传统的美术学院相对立，正如当年的艺术学院一样。法国的印象派与克劳德·莫奈或意大利的弗朗西斯科·菲利皮尼“菲律宾主义”。

## 歷史
1956年，當時畫會成員中的霍剛與歐陽文苑前往台北市政府民政局社會科詢問申請畫會的事情，因為這個時期要成立任何一個民間組織，都需要通過政府的審核。而在當時已有成立「中國美術協會」，在同等性質的社團只可成立一個之下，最後未通過東方畫會的審核。但畫會成員並不因此而放棄，雖然無法以畫會的名義成立，但借鑑畫展的模式開始展開活動。
畫會成立時發表了由夏陽起草《我們的話》，如宣言式般地闡述東方畫會的藝術主張：「強調創新的可貴，認為持續吸收新觀念才能發展創造、現代藝術是從民族性出發的一種世界性藝術形式、中國傳統藝術觀在現代藝術中的價值、主張大眾藝術化，反對藝術大眾化」
1957年11月9日，第1屆「東方畫展─中國、西班牙現代畫家聯合展出」於臺北新聞大樓展出，而年底在巴賽隆納花園畫廊（Galleria Jardin）舉辦展覽。當時已在西班牙的蕭勤在不斷努力交涉下，一方面聯繫在台灣的東方畫會成員將作品寄到西班牙舉辦展覽，一方面將西班牙現代畫家的作品寄回台灣。首創中西畫家聯展，並首開國內繪畫團體出國展出先例。
而作家何凡，也是夏陽的叔叔夏承楹，曾任《國語日報》社長及發行人。在展覽的前幾天的《聯合報》副刊專欄上以〈響馬畫展〉為題，介紹「東方畫展」與八位成員，使八大響馬之名不脛而走。何凡不只在《聯合報》上專欄介紹「東方畫展」，也在《自由青年》、《文星》、《藝術雜誌》、《中外畫報》上報導，而現代詩人紀弦、朱沉冬等也是大力支持。
第1屆「東方畫展」為專門的現代抽象藝術畫展，也為台灣建立的現代繪畫的契機。不過當時的現代抽象藝術思潮對於大部分的台灣民眾來說過於前衛，許多觀眾很難接受直呼看不懂畫，還有人反應激烈地向作品吐口水。

1958年，第2屆「東方畫展」於巴賽隆納的維雷依納宮（Placio de la Virreina）舉辦，西班牙文化廳長、巴塞隆納省長等重要人物皆出席參與開幕。而「東方畫展」結束後，成員們各捐贈一幅作品給巴塞隆納當代美術館（Museu d’Art Contemporani de Barcelona），而巴塞隆納政府也為這些作品做專室陳列多年。
1959年第3屆「東方畫展」於國立台灣藝術館舉辦，展期由12月19日至22日共四天。展出藝術家有：蕭明賢、蕭勤、霍學剛、歐陽文苑、朱為白、李元佳、金藩、吳昊、夏陽、陳道明、秦松、蔡遐齡。
1960年3月與義大利佛羅倫斯的努美羅Numero畫廊合作舉辦「義大利現代畫展」，展覽地點在台北博愛路美而廉畫廊，展期由三月四日起至六日共三天。
同年11月第4屆「東方畫展」於台北市衡陽路新聞大樓舉辦，展期由11月11日起共四天。同期邀請地中海國家與國際知名畫家如封答那、芒鐘尼、荷爾威克、阿爾各依等人，舉辦「地中海美展」和「國際抽象畫展」。
1971年第15屆展覽於台北凌雲畫廊舉辦後宣布解散畫會。